# Daldøs
Daldøs er et brætspil i tâb-familien, som kun kendes fra nogle få kystnære egne i Skandinavien, hvor spillets historie kan spores tilbage til omkring 1800. Spillet er bemærkelsesværdigt for de firesidede pinde-terninger. I Danmark kaldes spillet daldøs i Nord- og Vestjylland (Mors, Thisted og Fanø), og muligvis daldos på Bornholm. I Norge kendes det under navnet daldøsa i Jæren, hvor der, modsat hvad der er tilfældet i Danmark, er en levende tradition for daldøs-spillet. Et lignende spil sáhkku, som bruger næsten identiske terninger, kendes i flere varianter fra Sø-Samer i Nordnorge, Finland og Rusland. Der ud over er spillets nærmeste slægtninge tilsyneladende spillet tâb fra Nordafrika og Sydvestasien, måske på nær et ukommenteret diagram i et håndskrift fra Sydengland.

## Typiske materialer
Bræt
Brættet er bådformet og har tre parallelle rækker af huller, hvoraf to (A og B) har 16 huller hver, mens den midterste række (C) har et ekstra hul i skibets stævn.
Brikker
Hver spiller har 16 spartel-formede brikker med en bund, som passer i brættets huller. Én spillers brikker er relativt brede og tynde, mens den anden spillers er mere obelisk-formede. Ved spillets begyndelse er spiller A's brikker placeret i hullerne i række A med spartlerne vinkelret på rækken (ufordalled), og tilsvarende for spiller B. Senere i spillet drejes brikkerne (de fordalles), så spartlerne står parallelt med rækkerne.
Terninger
Der bruges to specielle terninger. Hver terning er en fire-sidet pind med med en pyramide eller runding på enden, som forhindrer den i at stå på enden. De kan være ca. 2 gange 2 cm i tværsnit og 4 cm lange. De fire sider er mærket A (med værdien 1, kaldet dallen), II (2, formodentlig kaldet døs), III (3) og IIII (4).

## Regler
Spillets start
Begge spillere kaster terningerne, og spilleren med det højeste slag starter. (Terningerne adderes, idet dallen tæller som 1).
Fordalling
Brikkerne kan ikke rykke før de er blevet fordallede. En terning, som viser dallen, tillader spilleren at fordalle én brik, hvilket vil sige at dreje den parallelt med rækken, og rykke den én plads fremad. Spillerens første dal kan kun bruges til at fordalle brikken tættest på agterstavnen, som så rykker ind i række C. Uden fordallede brikker betyder et terningslag uden daller en tabt tur.
Træk
De fordallede brikker rykker i overensstemmelse med terningslagene. Hver spillers brikker rykker først gennem udgangsrækken mod agterstavnen, så gennem række C mod stævnen, så gennem modstanderens række tilbage mod agterstavnen. Derfra rykker den tilbage til række C, osv., således at den aldrig kommer tilbage til udgangsrækken. De to terninger kan enten adderes og bruges på én brik, eller bruges på hver sin brik. Fx kan et slag som giver en dal og en treer bruges (i) til at fordalle en brik (hvorved den rykker én plads) og så rykke en anden tidligere fordallet brik tre pladser; (ii) til at fordalle en brik og flytte den i alt fire pladser; (iii) til at rykke to fordallede brikker, den ene tre pladser og den anden én plads; eller (iv) til at flytte én fodallet brik fire pladser. Begge terninger skal om muligt bruges i spillerens tur. Er dette ikke muligt, skal i hvert fald den ene terning bruges, hvis dette er muligt. Kan man heller ikke det, er turen tabt. Kastet dal-dal (to daller) giver et ekstra kast.
Mål
Spillets mål er at slå alle modstanderens brikker af brættet. En modstanderbrik slås af brættet når ens brik ender på dens plads. Når de to terninger adderes er det kun en modstanderbrik på slut-pladsen, som slås af brættet. Man kan springe over modstander-brikker, men de slås ikke af brættet herved. Man må der imod ikke springe over egne brikker. (Om brikkerne er fordallede eller ej gør ingen forskel for disse regler.) Spillet slutter når den ene spiller ikke har flere brikker tilbage.

## Variationer
Brættets, brikkernes og terningernes form varierer. Fx er dallen markeret A i Danmark, men X i Norge, og I på nogle moderne rekonstruktioner.
I de regler, som leveres sammen med nogle rekonstruktioner af spillet, er spilleretningen omvendt (stævn til agterstavn i række C). Dette har dog ingen egentlig betydning for spillet.
I nogle rekonstruktioner er brikkerne cylindriske med den ene ende malet sort for spiller A og hvid for spiller B. Ufordallede brikker vendes med den malede ende nedad.
Nogle kilder angiver at kun den af spillerens ufordallede brikker som står tættest på agterstavnen kan fordalles. Med denne regel er der ikke behov for, at man kan se på en brik om den er fordallet eller ej; i stedet kan den næste brik, som skal fordalles, angives med en markør.
Slutspillet kan være lidt langtrukkent, så det er blevet foreslået, at den første spiller som kun har én brik tilbage, skal tabe. Spillerne kan evt. også aftale, at et spil er endt uafgjort.
Antallet af huller i hver række er ret vilkårligt; i stedet for de 16+17+16 som bruges i Danmark, anvendes 12+13+12 i Norge, med 12 brikker for hver spiller. Det er ikke klart hvorfor der i begge tilfælde er ét hul ekstra i midterste række.

## Strategi
Spillet er simpelt, og man vil hurtigt indse, at det betaler sig at have fordallede brikker stående på lur i udgangsrækken tæt på agterstavnen, og også i fjenderækken bag alle fjendens brikker. De fleste dal-slag anvendes til at fordalle brikker, frem for til at flytte allerede fordallede brikker.

### Sandsynligheder
Det er ofte en fordel at have en idé om sandsynligheden for, at en given brik bliver slået af brættet i næste omgang. Antag at spiller A har brikken a1, og spiler B har brikken b1 nogle få pladser bag a1 med ingen andre brikker ind imellem. Hvis det er B's tur, afhænger B's sandsynlighed for at kunne fjerne a1 med brik b1 i denne tur af, hvor mange pladser b1 er bag a1:
| Afstand b1→a1   | 1   | 2   | 3   | 4   | 5   | 6   | 7   | 8  | 9 eller mere  |
| Sandsynlighed   | 44% | 50% | 60% | 67% | 29% | 23% | 14% | 8% | mindre end 1% |
| Brug af dal-dal | 1   | 2   | 0   | 0   | 1   | 2   | 2   | 2  | 2             |

Disse værdier er under antagelse af, at B har tilstrækkeligt mange muligheder for at bruge en del af sit slag andetsteds på brættet. Fx med afstanden 2 skal B enten slå dal-dal (med sandsynligheden 1/16), eller den ene terning skal vise 2 (med sandsynligheden 7/16), mens B kan bruge den anden terning andetsteds på brættet. Tabelrækken Brug af dal-dal angiver, hvor mange pladser B skal flytte b1 ved slaget dal-dal for at maksimere sin sandsynlighed for at kunne slå a1 af brættet i denne tur, inklusive ekstraslaget. 
Hvis B yderligere har en brik b2 bag b1, men ikke mere end fire pladser bag a1, øges de første sandsynligheder ved at medregne muligheden af at springe over a1 med b1 og så slå a1 af brættet med b2:
| Afstand b1→a1   | 1            | 2         | 3   |
| Afstand b2→a1   | 2, 3 eller 4 | 3 eller 4 | 4   |
| Sandsynlighed   | 75%          | 69%       | 67% |
| Brug af dal-dal | 1            | 2         | 2   |

## Historie og kilder
Oprindelsen til spillet Daldøs er ukendt, men det har slående ligheder med spillene i tâb-familien fra Nordafrika og Vestasien, som blev spredt under den muslimske ekspansion. Man kan forestille sig, at søgående handelsforbindelser førte et tâb-spil til Skandinavien, enten direkte fra den arabiske verden, eller muligvis via England, hvor et håndskrift fra Cerne Abbey, Dorset, fra anden halvdel af tolvhundredetallet (Folio 2v, MS 0.2.45, Trinity College Library, Cambridge) muligvis viser er Daldøs-bræt med 12+12+12 huller, efter hver spillers første træk. Spillet må være ankommet til Skandinavien ikke meget senere end år 1800, muligvis nogle få århundreder før. En forbindelse via de svenske vikinger som kaldes væringerne, som var lejesoldater for det Byzantinske rige før år 1100, er også blevet foreslået.
I den historiske roman "Fru Maria Grubbe", skrevet i 1876 af J. P. Jacobsen, spiller Maria daldøs med sin mand i 1661. Det mest sandsynlige er, at Jacobsen kendte spillet fra sin barndom i Thisted i 1850'erne. I en artikel fra 1927 af H. Billeskov Jansen [H. Billeskov Jansen: Daldøs, Danske Studier, Copenhagen 1927, pp. 96-100] beskrives spillet i detaljer, og reglerne angives. Forfatteren fandt et af de få overlevende eksemplarer på en gård nær Thisted – en gård hvor Jacobsen kom som barn. Dette spil udstilles nu på Thisted Museum. Et andet spil fra Mors findes nu på Nationalmuseet i Brede. Fra Bornholm findes ingen kilder, som nævner spillet, men en lokal talemåde, at spilla daldos, som betyder at leve over evne, er blevet optegnet i 1856. En lignende betydning kendes fra Jylland.
I Jæren i Norge findes et spil af ukendt alder på Hå bygdemuseum, som er en del af Jærmuseet. Jæren havde tætte handelsforbindelser med de danske egne, hvor vi ved daldøs blev spillet, og også med Nordnorge, hvor samerne spillede sáhkku.

### Spillets navn
Første stavelse i navnet daldøs henviser tydeligvis til slaget dal. Markeringen A på daldøs-terningen står sandsynligvis for as eller lignende, men etymologien for ordet dal kendes ikke. Én teori forbinder dal med det middelalder-engelske daly, som betyder terning. Døs er sandsynligvis en variant af et gammelt nordisk ord, som traditionelt betegner 2'eren på en terning, og som er i familie med det gamle franske doues. Dette nordiske ord overlever i ordet sinkadus, som oprindelig betegnede terningslaget "en 5'er og en 2'er". De fleste spil i tâb-familien og det samiske sáhkku er ligeledes opkaldt efter slaget 1, som er nødvendigt for at få brikkerne i spil.